# Maria Schaffenrath
Maria Schaffenrath (6 de junho de 1951, Hall in Tirol) é uma professora e política austríaca.
Frequentava a escola em Hall in Tirol. De 1961 a 1965 foi na escola de ensino secundário de base (Hauptschule). 

## Política
Do ano de 1994 ao ano de 1999 foi uma deputada do Foro Liberal no Nationalrat (Áustria).
Candidatou-se no Foro Liberal/LIF sem resultado nas Eleições legislativas na Áustria em 2008.